# Turó de la Torre Roja
El Turó de la Torre Roja és una muntanya de 400 metres que es troba entre els municipis de Sentmenat, a la comarca del Vallès Occidental i de Caldes de Montbui, a la comarca del Vallès Oriental.